# David Ury
David Brian Ury (Sonoma, Kalifornia, 1973. szeptember 30. –) amerikai színész, humorista, Youtuber és japán fordító.
Legismertebb alakítása Don 2009 és 2011 között a Zeke és Luther című sorozatban.
A fentiek mellett a Breaking Bad – Totál szívás című sorozatban is szerepelt.

## Fiatalkora
Ury a kaliforniai Sonomában született. A Sonoma Valley High Schoolban érettségizett. Nyelvtudományi alapképzést a washingtoni Evergreen Állami Főiskolába szerezte, majd Japánban tanult tovább, ahol megtanult folyékonyan japánul.
Lesser Ury német zsidó impresszionista festő leszármazottja.

## Pályafutása
Tokióban film-, televízió- és mangafordítóként dolgozott, és angol nyelvű adaptációkat fordít japánra és mangákat ír. 2001 augusztusában Los Angelesbe költözött.
Olyan sorozatokban szerepelt, mint a Breaking Bad – Totál szívás, a Zeke és Luther és A titkok könyvtára. 2015-ben szerepelt a 31 című filmben.
Ury karakteri szinte minden filmben és sorozatban meghalt.

## Filmográfia

### Filmek
| Év   | Magyar cím                                                                  | Eredeti cím                                                                     | Szerep                 | Magyar hang |
| ---- | --------------------------------------------------------------------------- | ------------------------------------------------------------------------------- | ---------------------- | ----------- |
| 2021 |                                                                             | Cockroaches                                                                     | Edward                 |             |
| 2019 | Ragadozó madarak (és egy bizonyos Harley Quinn csodasztikus felszabadulása) | Birds of Prey (and the Fantabulous Emancipation of One Harley Quinn)            | Sleazy Breeder         |             |
| 2020 |                                                                             | Kajillionaire                                                                   | Minimart pénztárosa    |             |
| 2020 |                                                                             | Faith Based                                                                     | Gerry                  |             |
| 2019 |                                                                             | 3 from Hell                                                                     | Travis O'Rourke        |             |
| 2019 |                                                                             | Loners                                                                          | Larry Bressert         |             |
| 2017 |                                                                             | Escaping Dad                                                                    | Trucker Pete           |             |
| 2016 |                                                                             | Fear, Inc.                                                                      | Pete                   |             |
| 2016 |                                                                             | 31                                                                              | Schizo-Head            |             |
| 2016 |                                                                             | A Cinderella Story: If the Shoe Fits                                            | Freddie Marks          |             |
| 2014 |                                                                             | Little Boy                                                                      | Sir Pent               |             |
| 2014 |                                                                             | Lake Los Angeles                                                                | Dan Dan                |             |
| 2013 |                                                                             | Coffee Town                                                                     | Hajléktalan srác       |             |
| 2012 |                                                                             | Pearblossom Hwy                                                                 | Garr Booth             |             |
| 2010 |                                                                             | The 41-Year-Old Virgin Who Knocked Up Sarah Marshall and Felt Superbad About It | Igen ember             |             |
| 2009 |                                                                             | The Revenant                                                                    | ATM-rabló              |             |
| 2009 |                                                                             | Lost and Found                                                                  | Hotel Clerk            |             |
| 2008 |                                                                             | Parasomnia                                                                      | Lemezbolt tulajdonosa  |             |
| 2008 |                                                                             | Reversion                                                                       | idegen                 |             |
| 2007 | A fekete özvegy                                                             | Black Widow                                                                     | Bixler                 |             |
| 2007 | A nemzet aranya: Titkok könyve                                              | National Treasure: Book of Secrets                                              | Barkeep                |             |
| 2007 |                                                                             | Dash 4 Cash                                                                     | Moses                  |             |
| 2007 | Golyózápor                                                                  | Shoot 'Em Up                                                                    | Büfé vezető            |             |
| 2006 |                                                                             | Dark Ride                                                                       | kísérő                 |             |
| 2006 |                                                                             | Idol                                                                            | japán fotós            |             |
| 2006 |                                                                             | Dark Mind                                                                       | póni jelmezes férfi    |             |
| 2005 |                                                                             | The Basement                                                                    | A kábeles srác         |             |
| 2004 |                                                                             | Paparazzi                                                                       | rajongó                |             |
| 2004 |                                                                             | Bashing                                                                         | menedzser              |             |
| 2004 |                                                                             | Able Edwards                                                                    | Franklin Wallace       |             |
| 2004 |                                                                             | Witness to Murder                                                               | Roger                  |             |
| 2003 |                                                                             | Killing the Dream                                                               | kérdező / ügynök / Rob |             |

### Televíziós szerepek
| Év         | Magyar cím                           | Eredeti cím                       | Szerep                 | Megjegyzések                                   |
| ---------- | ------------------------------------ | --------------------------------- | ---------------------- | ---------------------------------------------- |
| 2020       |                                      | Woke                              | Al Durian              | 1 epizód: Prayers for Kubby                    |
| 2020       |                                      | Tacoma FD                         | Buffalo Phil           | 1 epizód: Nightmare Manor                      |
| 2020       | Outer Banks                          | Outer Banks                       | Scooter Grubbs         | 2 epizód                                       |
| 2020       |                                      | Paradise Lost                     | Raynard Crenshaw       | 1 epizód: Mississippi Ophelia                  |
| 2019       | The Walking Dead                     | The Walking Dead                  | Zion                   | 1 epizód: Őrzők                                |
| 2018–2019  |                                      | Lodge 49                          | Champ                  | mellékszereplő                                 |
| 2018       |                                      | The Outpost                       | Gunter Donnelbrow      | 1 epizód: One Is the Loneliest Number          |
| 2017, 2020 |                                      | Jimmy Kimmel Live!                | Előadó                 | 2 epizód                                       |
| 2017       | Amerika Huangjai                     | Fresh Off the Boat                | hajléktalan            | 1 epizód: A League of Her Own                  |
| 2016       | Csúcsformában                        | Rush Hour                         | Trucker                | 1 epizód: A forrás                             |
| 2016       | Veszélyes tanerők                    | Those Who Can't                   | Ron                    | 1 epizód: Of Lice and Men                      |
| 2015–2016  | Powers                               | Powers                            | Dr. Halál              | 8 epizód magyar hangja Katona Zoltán           |
| 2015       | A titkok könyvtára                   | The Librarians                    | William Shakespeare    | 1 epizód: A függöny                            |
| 2014       |                                      | Major Crimes                      | Joe Epps               | 1 epizód: Down the Drain                       |
| 2014       | Grimm                                | Grimm                             | Hofmann                | 4 epizód                                       |
| 2014       | A Hathaway kísértetlak               | The Haunted Hathaways             | Zöld ember             | 1 epizód: A szellemes Thundermanék             |
| 2014       |                                      | The Other Hef                     | Kenny                  | 1 epizód: Welcome to Muirfield                 |
| 2014       | Anyák gyöngye                        | Mom                               | Randy                  | 1 epizód: Apa csak egy van                     |
| 2013       |                                      | Chosen                            | John Orlando           | 1 epizód: Heroes and Villians                  |
| 2013       | CSI: A helyszínelők                  | CSI: Crime Scene Investigation    | Jayson Walt            | 1 epizód: Az eltévedt rénszarvas               |
| 2013       | A mentalista                         | The Mentalist                     | James Harris           | 1 epizód: Bíbor nász                           |
| 2013       |                                      | Maggie                            | Dennis                 | 2 epizód                                       |
| 2013       | Érintés                              | Touch                             | Rizzi                  | 1 epizód: Two of a Kind                        |
| 2013       | A törvény embere                     | Justified                         | Hiram                  | 1 epizód: Hole in the Wall                     |
| 2012       |                                      | MotherLover                       | hajléktalan            | 1 epizód: Welcome to BroYo                     |
| 2012       | Nevelésből elégséges                 | Raising Hope                      | Easter Joe             | 2 epizód                                       |
| 2012       | Hollywood Heights – Törj a csúcsra!  | Hollywood Heights                 | Benzinkútas            | 2 epizód                                       |
| 2012       | Doktor Addison                       | Private Practice                  | Hank                   | 1 epizód: The Standing Eight Count             |
| 2011       | Balfékek                             | Community                         | Rick                   | 1 epizód: Csocsó és éjszakai éberizáció        |
| 2011       | Amerikai Horror Story: A gyilkos ház | American Horror Story             | rabló                  | 1 epizód: A disznóember                        |
| 2011       |                                      | Dragon Age: Redemption            | Tinker                 | 2 epizód                                       |
| 2011       | CSI: New York-i helyszínelők         | CSI: NY                           | Tommy 'The Geek' Hurtz | 1 epizód: Szolgálaton kívül                    |
| 2011       | Dr. Csont                            | Bones                             | Larry Wolfram          | 1 epizód: Határvita                            |
| 2011       | Nyughatatlan fiatalok                | The Young and the Restless        | Burt                   | 1 epizód: Daniel Finally Regains Consciousness |
| 2010       | Felhőtlen Philadelphia               | It's Always Sunny in Philadelphia | fürdőbe dolgozó        | 1 epizód: Charlie Kelly: King of the Rats      |
| 2010       | Hazudj, ha tudsz!                    | Lie to Me                         | tanú                   | 1 epizód: Headlock                             |
| 2010       | Született detektívek                 | Rizzoli & Isles                   | Sandy Grotty           | 1 epizód: Bostoni fojtogató visszatért         |
| 2009–2011  | Zeke és Luther                       | Zeke and Luther                   | Don                    | 11 epizód magyar hangja Bartucz Attila         |
| 2009       | Breaking Bad – Totál szívás          | Breaking Bad                      | Spooge                 | 2 epizód magyar hangja Csuha Lajos             |
| 2008–2009  | Életfogytig zsaru                    | Life                              | Hard Case              | 2 epizód                                       |
| 2008       | Nyomtalanul                          | Without a Trace                   | Gil                    | 1 epizód: Better Angels                        |
| 2007       | Magánügyek                           | Close to Home                     | Rooster                | 1 epizód: Internet Bride                       |
| 2006, 2009 | Hősök                                | Heroes                            | Super / Landlord       | 3 epizód                                       |
| 2006       | Bostoni halottkémek                  | Crossing Jordan                   | Arthur Hay             | 1 epizód: Blame Game                           |
| 2005       |                                      | Blue Collar TV                    | eladó                  | 1 epizód: Fashion                              |
| 2004       | Bűbájos boszorkák                    | Charmed                           | Shapeshifter           | 1 epizód: Démonvédelmi program                 |
| 2002       | Már megint Malcolm                   | Malcolm in the Middle             | Mechanic               | 1 epizód: Állatkert                            |